# Molnár Jenő (ügyvéd)
Molnár Jenő, születési nevén Rosenberg Jeremiás (Nagyvárad, 1861. augusztus 6. – Budapest, 1926. április 17.) ügyvéd és országgyűlési képviselő.

## Életútja
Rosenberg Albert és Fischer Regina fiaként született. Középiskoláit szülővárosában és Debrecenben, a jogot pedig a Budapesti Tudományegyetemen végezte. 1889-ben nyert ügyvédi oklevelet és Budapesten ügyvédkedett. Amikor Kossuth Lajos halála alkalmával a budapesti polgárok függetlenségi kört létesítettek, annak legelső ügyvivő elnöke lett és később is egyik elnöke volt. A szentesi választókerület 1900. február 4-én Sima Ferenc lemondása után képviselővé választotta függetlenségi Ugron-párti programmal és az 1901. évi általános választások alkalmával újra megválasztotta pótválasztás útján. Tagja volt a közlekedési bizottságnak.
Országgyűlési beszédei a Naplókban vannak.
A Kozma utcai izraelita temetőben nyugszik (16. parcella, 26. sor, 2. sírhely).

## Családja
Házastársa Politzer Vilma (–1918) volt. Négy leánygyermekük született. Egyikük Molnár Mária, Molnár (Rosenberg) Sándor felesége.